# Svenska teologiska institutet

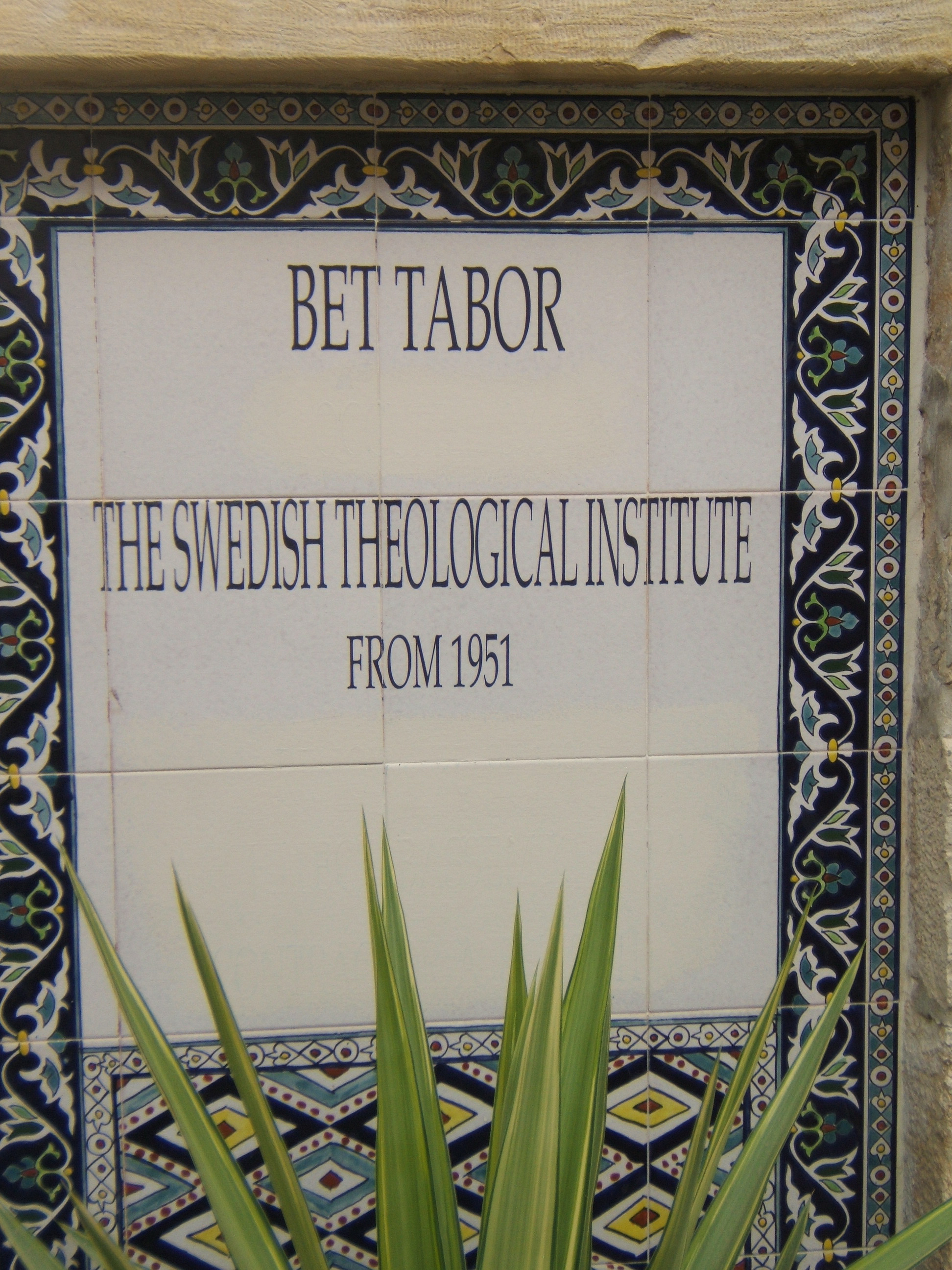

Svenska teologiska institutet är ett svenskt teologiskt studieinstitut i Jerusalem.

## Historik
Svenska teologiska institutet grundades 1947 av Svenska Israelsmissionen och ägs sedan 1976 av Svenska kyrkan. Det har till huvudsyfte är att sprida kunskap om de tre monoteistiska traditionerna, att motarbeta religiösa stereotyper, och att på så sätt bygga broar av förståelse mellan judar, kristna och muslimer. Institutet anordnar kurser, seminarier och föreläsningar. 
Institutets förste direktor var Harald Sahlin, från maj 1947 till början av 1948. Efter avbrott, som orsakats av 1948 års arabisk-israeliska krig, återöppnades institutet våren 1951. Detta skedde i det k-märkta Tabors hus i centrala Jerusalem, som inköpts på förslag av Greta Andrén, senare husmor för institutet fram till 1971. Direktor för det återöppnade institutet var under en kort tid Henrik Ljunggren och sedan fram till 1971 Hans Kosmala. Ordförande i institutets styrelse 1954–1971 var H.S. Nyberg.
Under 2007 tillträdde teol. dr Håkan Bengtsson som direktor. Under perioden 2009–2018 undervisade professor Jesper Svartvik vid institutet. Mellan 2015 och 2022 var docenten vid Åbo akademi, Maria Leppäkari direktor. Sedan augusti 2022 är Anna Hielm direktor. Bland tidigare direktorer kan nämnas teol. dr Göran Larsson (1979–1993) och teol. dr Tord Fornberg (1999–2003).

## Direktorer
- 1947–1948 Harald Sahlin
- 1951– Henrik Ljunggren
- –1971 Hans Kosmala
- 1976–1977 Erik Beijer
- 1979–1993 Göran Larsson
- 1999–2003 Tord Fornberg
- 2007–2015 Håkan Bengtsson
- 2015–2022 Maria Leppäkari
- 2022– Anna Hjälm